# Liste der Baudenkmale in Forst (Lausitz)
In der Liste der Baudenkmale in Forst (Lausitz) sind alle Baudenkmale der brandenburgischen Stadt Forst (Lausitz) und ihrer Ortsteile aufgelistet. Grundlage ist die Veröffentlichung der Landesdenkmalliste mit dem Stand vom 31. Dezember 2021. Die Bodendenkmale sind in der Liste der Bodendenkmale in Forst (Lausitz) aufgeführt.

## Baudenkmale in den Ortsteilen
In den Spalten befinden sich folgende Informationen:
- ID-Nr.: Die Nummer wird vom Brandenburgischen Landesamt für Denkmalpflege vergeben. Ein Link hinter der Nummer führt zum Eintrag über das Denkmal in der Denkmaldatenbank. In dieser Spalte kann sich zusätzlich das Wort Wikidata befinden, der entsprechende Link führt zu Angaben zu diesem Denkmal bei Wikidata.
- Lage: die Adresse des Denkmales und die geographischen Koordinaten. Link zu einem Kartenansichtstool, um Koordinaten zu setzen. In der Kartenansicht sind Denkmale ohne Koordinaten mit einem roten beziehungsweise orangen Marker dargestellt und können in der Karte gesetzt werden. Denkmale ohne Bild sind mit einem blauen bzw. roten Marker gekennzeichnet, Denkmale mit Bild mit einem grünen beziehungsweise orangen Marker.
- Bezeichnung: Bezeichnung in den offiziellen Listen des Brandenburgischen Landesamtes für Denkmalpflege. Ein Link hinter der Bezeichnung führt zum Wikipedia-Artikel über das Denkmal.
- Beschreibung: die Beschreibung des Denkmales
- Bild: ein Bild des Denkmales und gegebenenfalls einen Link zu weiteren Fotos des Baudenkmals im Medienarchiv Wikimedia Commons

### Briesnig(Rjasnik)
| ID-Nr.                           | Lage                              | Bezeichnung | Beschreibung | Bild |
| -------------------------------- | --------------------------------- | --- | --- | --- |
| 09125817                         | Briesniger Hauptstraße 34a (Lage) | Bahnhof, bestehend aus Empfangsgebäude, Güterboden und Toilettengebäude                                                              | Die Nebenstrecke Forst–Guben wurde am 1. Juni 1904 eröffnet, zu dieser Zeit ist auch der Bahnhof an der eingleisigen Strecke erbaut worden. Im Jahre 1995 wurde die Strecke eingestellt und später teilweise zum Fernradweg umgebaut. Der Bahnhof wurde 2006 verkauft. Es handelt sich um einen zweigeschossigen Bau aus Ziegel mit einem Satteldach.          | weitere Bilder |
| 09125818 Teilobjekt zu: 09125817 | Briesniger Hauptstraße 34a (Lage) | Güterschuppen | einstöckiger Ziegelbau mit Fachwerk, an das Empfangsgebäude angebaut. | Güterschuppen |
| 09125819 Teilobjekt zu: 09125817 | Briesniger Hauptstraße 34a (Lage) | Toilettenhaus | südwestlich des Bahnhofsgebäudes | Toilettenhaus |
| 09125459                         | Briesniger Hauptstraße 38 (Lage)  | Mühlengehöft, bestehend aus Mühlengebäude mit Maschinenhausannex, Nebengebäude und Scheune sowie Resten der maschinellen Ausstattung | Das Mühlengehöft wurde ab 1905 erbaut. Erst war es eine Dampfmühle, nach Zerstörungen im Zweiten Weltkrieg wurde es auf Diesel- und Elektromotenantrieb umgestellt. Das Mühlengebäude ist ein dreigeschossiges, traufständiges Haus mit sechs Achsen. Erbaut wurde es aus gelben und brauen Ziegeln. Zur Mühle gehören noch eine Scheune und ein Nebengebäude. | Mühlengehöft, bestehend aus Mühlengebäude mit Maschinenhausannex, Nebengebäude und Scheune sowie Resten der maschinellen Ausstattung |
| 09126194 Teilobjekt zu: 09125459 | Briesniger Hauptstraße 38 (Lage)  | Mühlengebäude | Backsteinbau von 1905 | BW |
| 09126195 Teilobjekt zu: 09125459 | Briesniger Hauptstraße 38 (Lage)  | Nebengebäude | | BW |
| 09126196 Teilobjekt zu: 09125459 | Briesniger Hauptstraße 38 (Lage)  | Scheune | Durchfahrtsscheune, westlich des Nebengebäudes | BW |

### Forst (Lausitz)(Baršć)
| ID-Nr.                           | Lage | Bezeichnung | Beschreibung | Bild |
| -------------------------------- | --- | --- | --- | --- |
| 09125831                         | Albertstraße 4 (Lage)                                                                                              | Wohn- und Geschäftshaus | Das Wohn- und Geschäftshaus wurde 1885 erbaut. 1930 wurde ein Schaufenster eingebaut. Das Haus ist ein dreigeschossiges, traufständiges Haus mit einem Drempel und einem Satteldach. Das Haus hat sechs Achsen. Der Eingang befindet sich in der dritten Achse von rechts, links davon das Schaufenster aus dem Jahr 1930. Während das Erdgeschoss schlicht gestaltet ist, sind die Fenster im ersten und zweiten Geschoss geschmückt. Im Drempel befinden sich kleine rechteckige Fenster. | Wohn- und Geschäftshaus |
| 09125364                         | Albertstraße 7 (Lage)                                                                                              | Wohnhaus | Das Mietwohnhaus wurde von 1900 bis 1901 erbaut. Es ist das Eckhaus zur Roßstraße. Es ist ein dreigeschossiges Haus mit zehn Achsen zur Albertstraße und drei 'Achsen zur Roßstraße. An der Ecke Albertstraße/Roßstraße befindet sich ein zweigeschossiger Erker. Der Eingang an der Albertstraße befindet sich in der sechsten Achse von rechts. Die Eingangsachse und die rechts und links davon befindenden Achsen bilden ein Risalit mit einem Schweifgiebel. | weitere Bilder |
| 09125832                         | Albertstraße 11 (Lage)                                                                                             | Wohnhaus | Das Wohnhaus wurde 1888 nach einem Plan von Karl Grape erbaut. Es wurde von 2000 bis 2002 renoviert. Es ist ein zweigeschossiges, traufständiges Haus mit einer reich gegliederter Fassade. Der Eingang befindet sich auf der linken Seite, unter der Traufe befindet sich ein Drempel mit kleinen viereckigen Fenstern. | Wohnhaus |
| 09125834                         | Alsenstraße 6 (Lage)                                                                                               | Tuchfabrik | | Tuchfabrik |
| 09125835 Teilobjekt zu: 09125834 | Alsenstraße 6 (Lage)                                                                                               | Remise und Werkstattgebäude | | BW |
| 09125106                         | Am Markt (Lage) | Stadtkirche St. Nikolai | Die Nikolaikirche wurde Ende des 14. bis Anfang des 15. Jahrhunderts erbaut. Der Turm kam 1570 hinzu. In den Jahren 1626 und 1748 brannte die Kirche, danach wurde sie umgebaut. Im Jahr 1945 brannte die Kirche erneut, sie wurde bis 1954 wiederaufgebaut, der Turm wurde 1992 vereinfacht wiederhergestellt. Die gesamte Ausstattung im Inneren verbrannte im Jahre 1945. | weitere Bilder |
| 09125713 Teilobjekt zu: 09125106 | Am Markt (Lage) | Kriegerdenkmal | Das Denkmal steht auf der Nordseite der Kirche. Es entstand zum Gedenken an die Opfer des Ersten Weltkriegs 1923 nach einem Entwurf von Georg Wrba. | BW |
| 09125714 Teilobjekt zu: 09125106 | Am Markt (Lage) | Orgel | | Orgel |
| 09125715 Teilobjekt zu: 09125106 | Am Markt (Lage) | Glocke | | BW |
| 09125111                         | Am Markt 18 (Lage)                                                                                                 | Wohnhaus | Das Haus wurde im Ursprung im 18. oder 19. Jahrhundert als zweigeschossiges Haus erbaut. In den Jahren 1906/1907 wurde das Haus um zwei Stockwerke aufgestockt. Es ist somit ein vierstöckiges Haus mit Berliner Dach. Der Hauseingang befindet sich an der Straßenecke gegenüber der Kirche. Über dem Eingang befindet sich ein Erker, der über alle Stockwerke geht. Es ist das letzte Haus der alten Bebauung des Marktes. | Wohnhaus |
| 09125122                         | An der Malxe 1-8, Spremberger Straße 128, 130, Pappelstraße 16-22 (gerade), Schwerinstraße 37-51 (ungerade) (Lage) | Siedlung „Jerusalem“ | | Siedlung „Jerusalem“ |
| 09125545                         | Bahnhofstraße 31 (Lage)                                                                                            | Schule | | Schule |
| 09125467                         | Bahnhofstraße 40 (Lage)                                                                                            | Wohnhaus, Hoftor und straßenseitige Fassade des südlichen Nebengebäudes | Anlage von 1892/93. | weitere Bilder |
| 09126202 Teilobjekt zu: 09125467 | Bahnhofstraße 40 (Lage)                                                                                            | Werbewand | Das Wandstück steht südlich des Hauses an der Straße. | Werbewand |
| 09125842                         | Bahnhofstraße 54 (Lage)                                                                                            | Amtsgericht | | Amtsgericht |
| 09125848                         | Bahnhofstraße 54a (Lage)                                                                                           | Turnhalle | | Turnhalle |
| 09125543                         | Bibersteinstraße 4 (Lage)                                                                                          | Volksküche mit Säuglingsheim | | Volksküche mit Säuglingsheim |
| 09125843                         | Blumenstraße 3 (Lage)                                                                                              | Wohnhaus | | BW |
| 09125828                         | Blumenstraße 9 (Lage)                                                                                              | Pfarr- und Konfirmandenhaus | Das Pfarr- und Konfirmandenhaus wurde 1908/1909 an der nördlichen Seite der Blumenstraße erbaut. Es ist ein Putzbau mit einem U-förmigen Grundriss und drei Geschossen und einem Mansarddach. Die Seitenflügel sind spiegelbildlich aufgebaut, der mittlere Bauteil ist zurückgesetzt. Das Erdgeschoss ist mit einem Gurtsims abgetrennt, die weitere Fassade ist unter anderem durch Lisenen gegliedert. In der Mitte der Fassade des mittleren Bauteils befindet sich Risalit mit einem abschließenden Dreiecksgiebel. Hier befindet sich auch der Eingang. | BW |
| 09125514                         | Charlottenstraße 15 (Lage)                                                                                         | Wohn- und Geschäftshaus | Das Wohn- und Geschäftshaus wurde 1909 an der Ecke Charlottenstraße / Weststraße erbaut, Bauherr war der Forster Bau- und Sparverein „Selbsthilfe“. Es ist ein dreigeschossiger Putzbau. | BW |
| 09125110                         | Cottbuser Straße 10 (Lage)                                                                                         | Wohnhaus | | Wohnhaus |
| 09125829                         | Cottbuser Straße 17 (Lage)                                                                                         | Wohn- und Geschäftshaus | | BW |
| 09125197                         | Cottbuser Straße 24 (Lage)                                                                                         | Wohn- und Geschäftshaus „Forster Hof“ | | Wohn- und Geschäftshaus „Forster Hof“ |
| 09125546                         | Cottbuser Straße 56 (Lage)                                                                                         | Wohn- und Geschäftshaus | | BW |
| 09125544                         | Cottbuser Straße 58 (Lage)                                                                                         | Wohn- und Geschäftshaus | | BW |
| 09125830                         | Cottbuser Straße 66 (Lage)                                                                                         | Mietwohnhaus | | BW |
| 09125103                         | Elisabethstraße 11 (Lage)                                                                                          | Kachelofen | | BW |
| 09125113                         | Euloer Straße (Lage)                                                                                               | Dorfkirche | | weitere Bilder |
| 09125708 Teilobjekt zu: 09125113 | Euloer Straße (Lage)                                                                                               | Glocke | | BW |
| 09125710 Teilobjekt zu: 09125113 | Euloer Straße (Lage)                                                                                               | Glocke | | BW |
| 09125711 Teilobjekt zu: 09125113 | Euloer Straße (Lage)                                                                                               | Orgel | | BW |
| 09125914                         | Euloer Straße 255 (Lage)                                                                                           | Pfarrhaus | | Pfarrhaus |
| 09125836                         | Frankfurter Straße 19 (Lage)                                                                                       | Wohn- und Geschäftshaus | | Wohn- und Geschäftshaus |
| 09125509                         | Frankfurter Straße 23 (Lage)                                                                                       | Evangelisches Gemeindehaus | | Evangelisches Gemeindehaus |
| 09125515                         | Frankfurter Straße 38a (Lage)                                                                                      | Wohnhaus | | Wohnhaus |
| 09125893                         | Frankfurter Straße 48 (Lage)                                                                                       | Wohnhaus | | BW |
| 09125556                         | Frankfurter Straße 63 (Lage)                                                                                       | Wohnhaus | | Wohnhaus |
| 09125547                         | Frankfurter Straße 63a (Lage)                                                                                      | Wohnhaus | | Wohnhaus |
| 09125844                         | Frankfurter Straße 83 (Lage)                                                                                       | Wohnhaus | | Wohnhaus |
| 09125837                         | Görlitzer Straße 8d (Lage)                                                                                         | Wohnhaus | | BW |
| 09125544                         | Gubener Straße 18 (Lage)                                                                                           | Wohnhaus | | BW |
| 09125838                         | Gubener Straße 19 (Lage)                                                                                           | Wohnhaus | | Wohnhaus |
| 09125395                         | Gubener Straße 30a (Lage)                                                                                          | Wannen- und Brausebad | | Wannen- und Brausebad |
| 09125519                         | Gubener Straße 30b (Lage)                                                                                          | Mietwohnhaus | | Mietwohnhaus |
| 09125958                         | Gubener Straße 32 (Lage)                                                                                           | Mietwohnhaus | | Mietwohnhaus |
| 09125520                         | Gubener Straße 33-33a (Lage)                                                                                       | Mietwohnhaus | | Mietwohnhaus |
| 09125921                         | Gubener Straße 36a (Lage)                                                                                          | Mietwohnhaus | | Mietwohnhaus |
| 09125447                         | Gubener Straße 53 (Lage)                                                                                           | Verwaltungsgebäude und Wasserturm des Schlachthofs | | Verwaltungsgebäude und Wasserturm des Schlachthofs |
| 09126177 Teilobjekt zu: 09125447 | Gubener Straße 53 (Lage)                                                                                           | Verwaltungsgebäude | | BW |
| 09126178 Teilobjekt zu: 09125447 | Gubener Straße 53 (Lage)                                                                                           | Wasserturm | | BW |
| 09125508                         | Gutenbergplatz (Lage)                                                                                              | Fragmente der Langen Brücke mit Terrassenanlage | | weitere Bilder |
| 09125505                         | Gymnasialstraße 17 (Lage)                                                                                          | Wohn- und Geschäftshaus | | Wohn- und Geschäftshaus |
| 09125295                         | Heinrich-Heine-Straße 1 (Lage)                                                                                     | Tuchfabrik | | weitere Bilder |
| 09125680 Teilobjekt zu: 09125295 | Heinrich-Heine-Straße 1 (Lage)                                                                                     | Fabrikgebäude | von der Straße zurückgesetztes Verwaltungsgebäude von 1873 | Fabrikgebäude |
| 09125811 Teilobjekt zu: 09125295 | Heinrich-Heine-Straße 1 (Lage)                                                                                     | Fabrikgebäude (Wollremise) | zweigeschossiger Ziegelbau mit Satteldach am Mühlgraben | Fabrikgebäude (Wollremise) |
| 09125296                         | Heinrich-Heine-Straße 14/16 (Lage)                                                                                 | Fachschule für Textilindustrie | | Fachschule für Textilindustrie |
| 09126061 Teilobjekt zu: 09125296 | Heinrich-Heine-Straße 14/16 (Lage)                                                                                 | Schulgebäude | an der Ecke zur Jänickestra0e | BW |
| 09126062 Teilobjekt zu: 09125296 | Heinrich-Heine-Straße 14/16 (Lage)                                                                                 | Schulgebäude | Bau von 1910/12 östlich der alten Schule | BW |
| 09126063 Teilobjekt zu: 09125296 | Heinrich-Heine-Straße 14/16 (Lage)                                                                                 | Spinnerei | Bau von 1910/12 mit Sheddach | BW |
| 09125922                         | Heinrich-Werner-Straße 10 (Lage)                                                                                   | Tuchfabrik und Kontorgebäude | | weitere Bilder |
| 09125923 Teilobjekt zu: 09125922 | Heinrich-Werner-Straße 10 (Lage)                                                                                   | Kontorgebäude | | Kontorgebäude |
| 09125450                         | Heinrich-Werner-Straße 15 (Lage)                                                                                   | Tuchfabriken C. H. Pürschel | | weitere Bilder |
| 09126183 Teilobjekt zu: 09125450 | Heinrich-Werner-Straße 15 (Lage)                                                                                   | Fabrikgebäude (Weberei & Spinnerei) | straßenbegleitender viergeschossiger elfachsiger Bau mit Flachdach | Fabrikgebäude (Weberei & Spinnerei) |
| 09126184 Teilobjekt zu: 09125450 | Heinrich-Werner-Straße 15 (Lage)                                                                                   | Verwaltungsgebäude/Kontorgebäude | | Verwaltungsgebäude/Kontorgebäude |
| 09126185 Teilobjekt zu: 09125450 | Heinrich-Werner-Straße 15 (Lage)                                                                                   | Fabrikgebäude | an das Kontor anschließender, fünfgeschossiger fünfachsiger Flachbau von 1934 | BW |
| 09126186 Teilobjekt zu: 09125450 | Heinrich-Werner-Straße 15 (Lage)                                                                                   | Fabrikgebäude (Walke) | dreigeschossiger, zehnachsiger Klinkerbau von 1924/27. | Fabrikgebäude (Walke) |
| 09126187 Teilobjekt zu: 09125450 | Heinrich-Werner-Straße 15 (Lage)                                                                                   | Fabrikgebäude (Apreturgebäude) | dreigeschossiger Klinkerbau | BW |
| 09126188 Teilobjekt zu: 09125450 | Heinrich-Werner-Straße 15 (Lage)                                                                                   | Maschinenhaus & Kesselbau | zwei/dreigeschossiger Bau von 1924 im östlichen Winkel des Grundstücks. | BW |
| 09126189 Teilobjekt zu: 09125450 | Heinrich-Werner-Straße 15 (Lage)                                                                                   | Fabrikgebäude (Färberei) | eingeschlossiger Klinkerbau mit Pappdach von 1924 | BW |
| 09126190 Teilobjekt zu: 09125450 | Heinrich-Werner-Straße 15 (Lage)                                                                                   | Fabrikgebäude (Wolferei & Reißerei & Schärerei) | viergeschossiger Bau von 1924/29 aus gelben Klinkern mit Stahlbetonskelett | BW |
| 09126191 Teilobjekt zu: 09125450 | Heinrich-Werner-Straße 15 (Lage)                                                                                   | Fabrikgebäude | fünfgeschossiger Klinkerbau, verbindet Weberei/Spinnerei und Wolferei/Reißerei/Schärerei | BW |
| 09125365                         | Hochstraße 2 (Lage)                                                                                                | Feuerwache mit Gerätehaus, Mannschafts- und Diensträumen, Schlauchtrockenturm | | Feuerwache mit Gerätehaus, Mannschafts- und Diensträumen, Schlauchtrockenturm |
| 09125386                         | Hochstraße 3 (Lage)                                                                                                | Wohnhaus mit Einfriedung | | Wohnhaus mit Einfriedung |
| 09125845                         | Hochstraße 4 (Lage)                                                                                                | Wohnhaus mit Einfriedung | | Wohnhaus mit Einfriedung |
| 09125846                         | Hochstraße 5 (Lage)                                                                                                | Wohnhaus mit Einfriedung | | Wohnhaus mit Einfriedung |
| 09125522                         | Inselstraße 8 (Lage)                                                                                               | Heizwerk mit technischer Ausstattung, bestehend aus Kohlebunkeranlage, Kesselhaus, Schornstein, Maschinensaal, Verwaltungsgebäude | | weitere Bilder |
| 09126235 Teilobjekt zu: 09125522 | Inselstraße 8 (Lage)                                                                                               | Kohlebunker | im westlichen Bereich des Grundstücks, Bau aus Stahlfachwerk und Ziegeln von 1923 | BW |
| 09126236 Teilobjekt zu: 09125522 | Inselstraße 8 (Lage)                                                                                               | Kesselhaus | Bau aus Stahlfachwerk und Ziegeln von 1923, nordöstlich an den Kohlenbunker anschließend | BW |
| 09126237 Teilobjekt zu: 09125522 | Inselstraße 8 (Lage)                                                                                               | Maschinenhaus | Bau aus Ziegeln von 1922/23, nordöstlich an das Kesselhaus anschließend | BW |
| 09126238 Teilobjekt zu: 09125522 | Inselstraße 8 (Lage)                                                                                               | Verwaltungsgebäude | Bau aus Ziegeln von 1922/23, zwischen Straße und Maschinenenhaus | Verwaltungsgebäude |
| 09126239 Teilobjekt zu: 09125522 | Inselstraße 8 (Lage)                                                                                               | Wohnhaus | zweigeschossiger Bau aus Ziegeln von 1922/23 mit Walmdach, am Mühlgraben | Wohnhaus |
| 09125100                         | Jahnstraße 1-9 (ungerade) (Lage)                                                                                   | Gymnasium und Direktorenwohnhaus mit Garten | Der Architekt war Stadtbaurat Rudolf Kühn. Erbaut wurde das Gebäude in den Jahren 1928 bis 1929. Es ist ein Ziegelbau mit drei Flügeln und teilweise expressionistischen Formen. In der Aula befindet sich ein Relief von Paul Lindau. Das Relief zeigt Szenen aus der griechischen Mythologie. Heute wird das Gebäude vom Friedrich-Ludwig-Jahn-Gymnasium genutzt. | BW |
| 09126011 Teilobjekt zu: 09125100 | Jahnstraße 1 (Lage)                                                                                                | Direktorenwohnhaus | Bau von 1927/30 westlich der Schule | BW |
| 09126012 Teilobjekt zu: 09125100 | Jahnstraße 1-9 (ungerade) (Lage)                                                                                   | Gartenanlage | | BW |
| 09125109                         | Jahnstraße 2 (Lage)                                                                                                | Wasserturm | Der Wasserturm wurde zwischen 1902 und 1903 nach einem Entwurf von Ernst Prinz errichtet. Er diente der Wasserversorgung für die Stadt Forst. Im Frühjahr 1945 wurde der Wasserturm beschädigt. Am 4. Oktober 1945 wurde er wieder in Betrieb genommen. Zu Beginn der 1990er Jahre wurde der Wasserturm renoviert. | weitere Bilder |
| 09125582                         | Jänickestraße, Heinrich-Heine-Straße, Richard-Wagner-Straße, Schützenstraße (Lage)                                 | Stadtpark | | BW |
| 09125510                         | Jänickestraße 24 (Lage)                                                                                            | Villa mit Einfriedung | | Villa mit Einfriedung |
| 09125403                         | Jänickestraße 28 (Lage)                                                                                            | Villa mit Einfriedung | | Villa mit Einfriedung |
| 09125950                         | Jänickestraße 36 (Lage)                                                                                            | Spinnerei Karl Schulze, bestehend aus Fabrikhalle, Kontorgebäude und Hofpflasterung | | weitere Bilder |
| 09125951 Teilobjekt zu: 09125950 | Jänickestraße 36 (Lage)                                                                                            | Kontorhaus | Zweigeschossiger Bau mit Mansardwalmdach | Kontorhaus |
| 09125952 Teilobjekt zu: 09125950 | Jänickestraße 36 (Lage)                                                                                            | Fabrikhalle | langgestreckter Bau, giebelständig zur Straße | Fabrikhalle |
| 09125491                         | Karl-Liebknecht-Straße 2, 4, 6, Albertstraße 28 (Lage)                                                             | Forster Stadteisenbahn, bestehend aus: Betriebsbahnhof mit Lokschuppen („Vollspurschuppen“), großem Lagerhaus, Pferdestall, Lokschuppen („Schuppen für Schmalspurlokomotive und Werkstätte“), Heizhaus, Verwaltungsgebäude W2, Zoll- und Steueramtsgebäude W1, Lagergebäude, Kühlhaus, Verladerampe, Gleisanlagen, Hofpflasterung, Bahnbetriebshofeinfriedung sowie Gleisanlagen im Forster Stadtgebiet (siehe Unterlagen BLDAM) | Die Forster Stadteisenbahn war eine meterspurige Kleinbahn in der Stadt Forst (Lausitz) zur Bedienung von Industriebetrieben. Sie war von 1893 bis 1965 in Betrieb. | weitere Bilder |
| 09126210 Teilobjekt zu: 09125491 | Karl-Liebknecht-Straße 2 (Lage)                                                                                    | Lokomotivschuppen | fünfachsiger Ziegelbau von 1892/93 | Lokomotivschuppen |
| 09126211 Teilobjekt zu: 09125491 | Karl-Liebknecht-Straße 2 & 4 & 6 & 8 (Lage)                                                                        | Lagergebäude | langgestreckter dreigeschossiger Ziegelbau von 1892/93 westlich des Lokomotivschuppens | Lagergebäude |
| 09126212 Teilobjekt zu: 09125491 | Karl-Liebknecht-Straße 4 (Lage)                                                                                    | Pferdestall | zweigeschossiger Ziegelbau von 1892/93 gegenüber dem Lagerhaus | Pferdestall |
| 09126213 Teilobjekt zu: 09125491 | Karl-Liebknecht-Straße 4 (Lage)                                                                                    | Lokomotivschuppen | neunachsiger Ziegel- und Holzbau von 1892/93, nördlich des Pferdestalls | Lokomotivschuppen |
| 09126214 Teilobjekt zu: 09125491 | Karl-Liebknecht-Straße 4 (Lage)                                                                                    | Heizhaus | zweieinhalbgeschossiger Ziegelbau von 1892/93 östlich des zweiten Lokschuppens | Heizhaus |
| 09126215 Teilobjekt zu: 09125491 | Karl-Liebknecht-Straße 6 (Lage)                                                                                    | Verwaltungsgebäude | dreigeschossiger Ziegelbau von 1892/93 | Verwaltungsgebäude |
| 09126216 Teilobjekt zu: 09125491 | Albertstraße 28 (Lage)                                                                                             | Verwaltungsgebäude (Zoll- und Steueramtsgebäude) | dreigeschossiger Ziegelbau von 1907 mit Satteldach | Verwaltungsgebäude (Zoll- und Steueramtsgebäude) |
| 09126217 Teilobjekt zu: 09125491 | Karl-Liebknecht-Straße 2 & 4 & 6 (Lage)                                                                            | Lagergebäude | dreigeschossiger Ziegelbau um 1900 | Lagergebäude |
| 09126218 Teilobjekt zu: 09125491 | Albertstraße 30 (Lage)                                                                                             | Kühlhaus | Ziegelbau am westlichen Ende der Anlage | BW |
| 09126219 Teilobjekt zu: 09125491 | Karl-Liebknecht-Straße 2 & 4 & 6 (Lage)                                                                            | Verladerampe | westlich des Pferdestalls | BW |
| 09125762 Teilobjekt zu: 09125491 | Karl-Liebknecht-Straße 2 & 4 & 6 (Lage)                                                                            | Gleisanlage | Die im Stadtgebiet erhaltenen Gleisreste sind denkmalgeschützt. Die Denkmaldatenbank erwähnt insbesondere die Gleisreste in der Albertstraße, Alexanderstraße, Gubener Straße, Max-Fritz-Hammer-Straße und Planckstraße mit 16 Weichen. | Gleisanlage |
| 09125528                         | Kegeldamm 3 (Lage)                                                                                                 | Katholisches Schwesternhaus mit Kleinkinderschule und Einfriedung | | Katholisches Schwesternhaus mit Kleinkinderschule und Einfriedung |
| 09126240 Teilobjekt zu: 09125528 | Kegeldamm 3 (Lage)                                                                                                 | Kleinkinderschule | zweigeschossiger, neunachsiger Ziegelbau von 1928. | BW |
| 09125857                         | Kegeldamm 4 (Lage)                                                                                                 | Wohnhaus | | Wohnhaus |
| 09125847                         | Kegeldamm 13 (Lage)                                                                                                | Wohnhaus | | Wohnhaus |
| 09125852                         | Kegeldamm 15 (Lage)                                                                                                | Wohnhaus mit Einfriedung | | Wohnhaus mit Einfriedung |
| 09125426                         | Kirchstraße 3 (Lage)                                                                                               | Katholische Marienkapelle | Die Kirche wurde 1857 erbaut. Es war das erste eigenes Gotteshaus der katholischen Gemeinde. Der Entwurf stammt von Karl Anton Stracher, er lehnt sich an eine Musterkirche von Friedrich August Stüler an. Von 1884 bis 1887 fand ein umfangreicher Umbau statt. Eine weitere Veränderung gab es in den Jahren 1994 bis 1996. Die Kirche wurde aus Backstein erstellt und hat einen quadratischen Grundriss. Im Osten der Kapelle befindet sich eine halbrunde Apsis. An der Giebelseite des Satteldaches befinden sich Treppengiebel, unter den Treppenstufen befinden sich Zierbögen. | weitere Bilder |
| 09125427                         | Kirchstraße 5 (Lage)                                                                                               | Katholische Herz-Jesu-Kirche | Die Herz-Jesu-Kirche wurde von 1875 bis 1876 neben der Marienkapelle im neugotischen Stil erbaut, da die Kapelle für die wachsende Gemeinde rasch zu klein geworden war. Der Entwurf der Kirche kam vom Architekten Friedrich von Schmidt, dieser war federführend bei der Vollendung des Stephansdoms in Wien. Die Kirche ist ein Saalbau mit rechteckigen Chor und dreiseitigen Chor und eine Westturm. An der Südseite des Chores befindet sich eine Sakristei. Die Außenseiten zeigen Backstein, durch verschieden gefärbte Ziegel wird die Fassade gegliedert. | weitere Bilder |
| 09125716 Teilobjekt zu: 09125427 | Kirchstraße 5 (Lage)                                                                                               | Orgel | | BW |
| 09125717 Teilobjekt zu: 09125427 | Kirchstraße 5 (Lage)                                                                                               | Glocke | | BW |
| 09125428                         | Kirchstraße 5 (Lage)                                                                                               | Katholisches Pfarrhaus mit Einfriedung | | Katholisches Pfarrhaus mit Einfriedung |
| 09125828                         | Kirchstraße 6 (Lage)                                                                                               | Wohnhaus mit Einfriedung, Fabrikgebäude, Hofbefestigung und Gleisfragment | | Wohnhaus mit Einfriedung, Fabrikgebäude, Hofbefestigung und Gleisfragment |
| 09125971                         | Kirchstraße 16 (Lage)                                                                                              | Wohnhaus mit Einfriedung | | Wohnhaus mit Einfriedung |
| 09125102                         | Kleine Amtstraße 1 (Lage)                                                                                          | Verwaltungsgebäude „Zentralbüro der Industrie“ | | Verwaltungsgebäude „Zentralbüro der Industrie“ |
| 09125493                         | Leipziger Straße 14/16 (Lage)                                                                                      | Tuchfabrik und Villa | Fabrik und Villa erbaut zwischen 1880 und 1882 für den Fabrikanten Adolf Hellwig | BW |
| 09126220 Teilobjekt zu: 09125493 | Leipziger Straße 14 (Lage)                                                                                         | Tuchfabrik | | Tuchfabrik |
| 09125492                         | Lindenstraße 4 (Lage)                                                                                              | Kaufhaus | | BW |
| 09125511                         | Lindenstraße 8 (Lage)                                                                                              | Wohn- und Geschäftshaus | | BW |
| 09125429                         | Max-Fritz-Hammer-Straße 5 (Lage)                                                                                   | Villa | | Villa |
| 09125022                         | Max-Fritz-Hammer-Straße 11 (Lage)                                                                                  | Tuchfabrik | 1889/89 erbaute Maurermeister Bodo Hammer die Tuchfabrik für Theodor Harmuth. Anfang der 2010er Jahre war vom früheren u-förmigen Fabrikkomplex noch das straßenbegleitende Fabrikgebäude erhalten, das schließlich 2016 abgerissen wurde. Anfang 2021 ist nur noch die ruinöse, noch unter Denkmalschutz stehende, Fabrikantenvilla existent. | BW |
| 09125995 Teilobjekt zu: 09125022 | Forst, Max-Fritz-Hammer-Straße 11 (Lage)                                                                           | Villa | Die Villa westlich der Fabrik ist ein 18 × 14 Meter großer zweigeschossuiger Putzbau mit Flachdach. | Villa |
| 09125965                         | Mühlenstraße 25 (Lage)                                                                                             | Stadtmühle | | Stadtmühle |
| 09125287                         | Noßdorfer Straße (Lage)                                                                                            | Dorfkirche Noßdorf | Die Dorfkirche Noßdorf wurde im späten 14. oder frühen 15. Jahrhundert als zunächst turmlose Feldsteinkirche errichtet. Die Fenster sind teilweise barock umgebaut. Der neuromanische quadratische Westturm wurde 1886 ergänzt. | weitere Bilder |
| 09126053 Teilobjekt zu: 09125287 | Noßdorfer Straße (Lage)                                                                                            | Taufengel | Die Figur ist auf die Zeit zwischen 1686 und 1700 datiert. | BW |
| 09125712 Teilobjekt zu: 09125287 | Noßdorfer Straße (Lage)                                                                                            | Glocke | Die Glocke wurde zwischen 1913 und 1921 von der Firma Schillung und Söhne in Apolda gegossen. | BW |
| 09125331                         | Noßdorfer Straße 14 (Lage)                                                                                         | Wassermühle | | weitere Bilder |
| 09125671 Teilobjekt zu: 09125331 | Noßdorfer Straße 14 (Lage)                                                                                         | Mühlengebäude & Wohnhaus | Der Bau ist auf die Zeit zwischen 1800 und 1830 datiert. | Mühlengebäude & Wohnhaus |
| 09125672 Teilobjekt zu: 09125331 | Noßdorfer Straße 14 (Lage)                                                                                         | Kesselhaus & Heizhaus | Das Gebäude entstand um 1900 und ist südlich an das Mühlengebäude angefügt. | BW |
| 09125673 Teilobjekt zu: 09125331 | Noßdorfer Straße 14 (Lage)                                                                                         | Scheune | Die Scheune aus der ersten Hälfte des 19. Jahrhunderts steht im nordwestlichen Teil des Hofes. | Scheune |
| 09125674 Teilobjekt zu: 09125331 | Noßdorfer Straße 14 (Lage)                                                                                         | Wohnhaus | Das Wohnhaus schließt sich östlich an die Scheune an. | Wohnhaus |
| 09125121                         | Noßdorfer Straße 27 (Lage)                                                                                         | Pfarrhaus | | Pfarrhaus |
| 09125902                         | Paul-Högelheimer-Straße 12, 14 (Lage)                                                                              | Wohnhaus | | BW |
| 09125366                         | Pestalozziplatz 7 (Lage)                                                                                           | Schule „Georgianum“ mit Turnhalle und Einfriedung | | weitere Bilder |
| 09125093                         | Planckstraße 4 (Lage)                                                                                              | Amtshaus | | Amtshaus |
| 09125108                         | Platz des Friedens (Lage)                                                                                          | Denkmal der Vereinigung der Verfolgten des Naziregimes (VVN) | | BW |
| 09125324                         | Promenade 9 (Lage)                                                                                                 | Verwaltungsgebäude | Der Architekt des Klinkerbaus war Stadtbaurat Rudolf Kühn. Das Haus wurde 1925 bis 1925 erbaut. Hier befand sich früher die Ortskrankenkasse (AOK), heute befindet sich hier das Rathaus. Es ist eine Vierflügelanlage mit einem Innenhof. Erbaut wurde das Gebäude aus Ziegel und hat drei Geschosse. An der Südwestseite des Gebäudes befindet sich der Eingang. Drüber ist eine Bauplastik, der sogenannte „Zahnwehmann“. | weitere Bilder |
| 09125112                         | Ringstraße 8-47 (Lage)                                                                                             | Wohnsiedlung | Die Wohnsiedlung besteht aus sechs Wohnblöcken und gehört zur Siedlung „Keune“. Erbaut wurden die Häuser von 1929 bis 1930 nach Entwürfen des Architekten Willi Ludewig. Nach dem Zweiten Weltkrieg waren die Wohnblöcke größtenteils ausgebrannt. Sie wurden durch das Nationale Aufbauwerk von 1948 bis 1955 wieder hergestellt. Es sind dreigeschossige Häuser mit Walmdach, die dem Bogen der Straße folgen. | BW |
| 09125094                         | Frankfurter Straße, Robert-Koch-Straße (Lage)                                                                      | Hauptfriedhof mit Friedhofskapelle, Krematorium, Ehrenmal (Oktogon), Ehrenfriedhof der Sowjetarmee, Grabanlage für antifaschistische Widerstandskämpfer sowie verschiedene Grabanlagen und Grabstätten | Der 1873 eingeweihte und im alten Teil mit einer ziegelsichtigen Mauer umschlossene Friedhof erhielt 1896/97 eine Friedhofskapelle als „Begräbnis- und Leichenhalle“ und 1928/29 ein Krematorium. Der Friedhof wurde ab 1912 nach Norden erweitert und erhielt wenig später einen Ehrenkriegerfriedhof für im Ersten Weltkrieg in Forst Verstorbene, 1930 folgte als Oktogon das Ehrenmal für Soldaten des Ersten Weltkriegs. Weitere Ergänzungen waren ein Gedenkstein für die Opfer des Kapp-Putsches, ein Gedenkstein für „80 namenlose Deutsche“, ein Ehrenfriedhof der Sowjetarmee und die Grabanlage für antifaschistische Widerstandskämpfer. Stadtgartendirektor Alfred Böse plante die Pflanzungen, von Georg Wrba kam eine Bronzefigur des auf einem Sockel aus Muschelkalk und die Dresdner Bildhauer Heinrich Wedemeyer und Rudolf Born gestalteten den Innenraum des Krematoriums. | [[Vorlage:Bilderwunsch/code!/C:51.7569,14.6431!/D:Frankfurter Straße, Robert-Koch-Straße, Hauptfriedhof mit Friedhofskapelle, Krematorium, Ehrenmal (Oktogon), Ehrenfriedhof der Sowjetarmee, Grabanlage für antifaschistische Widerstandskämpfer sowie verschiedene Grabanlagen und Grabstätten!/\|BW]] |
| 09125608 Teilobjekt zu: 09125094 | Frankfurter Straße, Robert-Koch-Straße (Lage)                                                                      | Friedhofskapelle | Kapelle von Ende des 19. Jahrhunderts im südlichen, alten Teil des Friedhofs. | BW |
| 09125761 Teilobjekt zu: 09125094 | Frankfurter Straße, Robert-Koch-Straße (Lage)                                                                      | Glasfenster | in der Apsis der Friedhofskapelle | BW |
| 09125609 Teilobjekt zu: 09125094 | Robert-Koch-Straße, Gubener Str. 102 (Lage)                                                                        | Krematorium & Leichenhalle | im nördlichen Teil des Friedhofs, Bau von 1928/1929 | BW |
| 09125610 Teilobjekt zu: 09125094 | Robert-Koch-Straße (Lage)                                                                                          | Kriegerdenkmal & Ehrenfriedhof | für die Opfer des Ersten Weltkriegs | BW |
| 09125611 Teilobjekt zu: 09125094 | Robert-Koch-Straße ()                                                                                              | Gedenkstein | Gedenkstein für die Opfer des Kapp-Putsches an der Zufahrt zum Krematorium, 1956 aufgestellt | ein Bild hochladen |
| 09125676 Teilobjekt zu: 09125094 | Robert-Koch-Straße ()                                                                                              | Gedenkstein | Gedenkstein für 80 namenlose Deutsche, östlich des Krematoriums | ein Bild hochladen |
| 09125612 Teilobjekt zu: 09125094 | Robert-Koch-Straße/Frankfurter Straße (Lage)                                                                       | Ehrenfriedhof | für sowjetische Soldaten im Zweiten Weltkrieg | weitere Bilder |
| 09125613 Teilobjekt zu: 09125094 | Robert-Koch-Straße (Lage)                                                                                          | Ehrenfriedhof | Ehrenfriedhof für antifaschistische Widerstandskämpfer, östliches des sowjetischen Ehrenfriedhofs | BW |
| 09125617 Teilobjekt zu: 09125094 | Robert-Koch-Straße / Frankfurter Straße ()                                                                         | Grabanlage Mohr | für den 1931 gestorbenen Hotelier August Mohr | ein Bild hochladen |
| 09125618 Teilobjekt zu: 09125094 | Robert-Koch-Straße / Frankfurter Straße ()                                                                         | Grabanlage Erbs | für die Tuchmacherfamilie Erbs | ein Bild hochladen |
| 09125619 Teilobjekt zu: 09125094 | Robert-Koch-Straße / Frankfurter Straße ()                                                                         | Grabanlage Cattien | für die Tuchmacherfamilie Cattien | ein Bild hochladen |
| 09125620 Teilobjekt zu: 09125094 | Robert-Koch-Straße / Frankfurter Straße ()                                                                         | Grabanlage Brambora | Grabstätte Brambora, nach 1915 entstanden | ein Bild hochladen |
| 09125621 Teilobjekt zu: 09125094 | Robert-Koch-Straße / Frankfurter Straße ()                                                                         | Grabanlage Exner | 1942/43 für die Tuchmacherfamilie Julius Exner | ein Bild hochladen |
| 09125622 Teilobjekt zu: 09125094 | Robert-Koch-Straße / Frankfurter Straße ()                                                                         | Grabanlage Pürschel | 1915/12 für die Tuchmacherfamilie Hugo Pürschel | ein Bild hochladen |
| 09125623 Teilobjekt zu: 09125094 | Robert-Koch-Straße / Frankfurter Straße ()                                                                         | Grabanlage Ullrich | 1915/21 für die Ärztefamilie Ullrich | ein Bild hochladen |
| 09125624 Teilobjekt zu: 09125094 | Robert-Koch-Straße / Frankfurter Straße ()                                                                         | Grabanlage Borchardt | 1918/25 für Familie Borchardt | ein Bild hochladen |
| 09125625 Teilobjekt zu: 09125094 | Robert-Koch-Straße / Frankfurter Straße ()                                                                         | Grabanlage Orschel | 1918/40 für Familie Orschel | ein Bild hochladen |
| 09125626 Teilobjekt zu: 09125094 | Robert-Koch-Straße / Frankfurter Straße ()                                                                         | Grabanlage Dümchen | 1916/35 für die Tuchmacherfamilie Dümchen | ein Bild hochladen |
| 09125627 Teilobjekt zu: 09125094 | Robert-Koch-Straße / Frankfurter Straße ()                                                                         | Grabanlage Schulze | 1918/40 für die Spinnereibesitzerfamilie Karl Schulze | ein Bild hochladen |
| 09125628 Teilobjekt zu: 09125094 | Robert-Koch-Straße / Frankfurter Straße ()                                                                         | Grabanlage Brodmann | 1900/15 für die Arztfamilie Brodmann | ein Bild hochladen |
| 09125629 Teilobjekt zu: 09125094 | Robert-Koch-Straße / Frankfurter Straße ()                                                                         | Grabanlage Eltze | 1935/36 für die Fabrikantenfamilie Eltze | ein Bild hochladen |
| 09125630 Teilobjekt zu: 09125094 | Robert-Koch-Straße / Frankfurter Straße ()                                                                         | Grabanlage | 1938/50 für die Tuchmacherfamilie Högelheimer | ein Bild hochladen |
| 09125631 Teilobjekt zu: 09125094 | Robert-Koch-Straße / Frankfurter Straße ()                                                                         | Grabanlage Haase | 1890/1920 für die Tuchmacherfamilie Haase | ein Bild hochladen |
| 09125632 Teilobjekt zu: 09125094 | Robert-Koch-Straße / Frankfurter Straße ()                                                                         | Grabanlage Noack | 1890/1920 für die Tuchmacherfamilie Noack | ein Bild hochladen |
| 09125350                         | Rüdigerstraße 10 (Lage)                                                                                            | Villa mit Hofgebäude, Hofpflasterung und Einfriedung | | Villa mit Hofgebäude, Hofpflasterung und Einfriedung |
| 09126087 Teilobjekt zu: 09125350 | Rüdigerstraße 10 (Lage)                                                                                            | Wirtschaftsgebäude & Pferdestall & Remise | Der zweigeschossige Klinkerbau von 1893 steht südöstlich der Villa. | BW |
| 09125850                         | Rüdigerstraße 12 (Lage)                                                                                            | Villa | Die Villa wurde von 1888 bis 1890 erbaut. Es ist ein zweigeschossiger Ziegelbau mit einem Berliner Dach. | Villa |
| 09125852                         | Rüdigerstraße 16 (Lage)                                                                                            | Villa | | Villa |
| 09125563                         | Schützenstraße 8 (Lage)                                                                                            | Wohnhaus mit Einfriedung | | Wohnhaus mit Einfriedung |
| 09125298                         | Schwerinstraße 30-52 (gerade) (Lage)                                                                               | Siedlung mit Nebengebäuden und Vorgärten | | BW |
| 09125681 Teilobjekt zu: 09125298 | Schwerinstraße 30-52 (gerade) (Lage)                                                                               | Wirtschaftsgebäude | diese stehen jeweils seitlich und rückwärtig zu den Wohnhäusern | BW |
| 09125682 Teilobjekt zu: 09125298 | Schwerinstraße 30-52 (gerade) (Lage)                                                                               | Vorgärten | | BW |
| 09125441                         | Sorauer Straße 1 (Lage)                                                                                            | Bahnhofsanlage Forst (Lausitz), bestehend aus Empfangsgebäude, Nebengebäuden, Bahnsteigüberdachungen, Stellwerksgebäuden, Wasserturm, Wasserkränen, Viertelrundschuppen, Verwaltungsgebäude und Unterkunftsgebäude | | weitere Bilder |
| 09126166 Teilobjekt zu: 09125441 | Sorauer Straße 1 (Lage)                                                                                            | Bahnhofsempfangsgebäude | | Bahnhofsempfangsgebäude |
| 09126167 Teilobjekt zu: 09125441 | Sorauer Straße 1 (Lage)                                                                                            | Toilettenhaus & Nebengebäude | | Toilettenhaus & Nebengebäude |
| 09126168 Teilobjekt zu: 09125441 | Sorauer Straße 1 (Lage)                                                                                            | Bahnsteigüberdachung | | Bahnsteigüberdachung |
| 09126169 Teilobjekt zu: 09125441 | Sorauer Straße 1 ()                                                                                                | Stellwerk | Stellwerk W1, südwestlich des Empfangsgebäudes an der Teichstraße gelegen | ein Bild hochladen |
| 09125683 Teilobjekt zu: 09125441 | Sorauer Straße 1 (Lage)                                                                                            | Stellwerk | Stellwerk W3, südlich der Bahnsteige | BW |
| 09125684 Teilobjekt zu: 09125441 | Sorauer Straße 1 (Lage)                                                                                            | Stellwerk | Stellwerk B4, östlich des südlichen Bahnsteigs | Stellwerk |
| 09126170 Teilobjekt zu: 09125441 | Sorauer Straße 1 (Lage)                                                                                            | Wasserturm | | Wasserturm |
| 09126171 Teilobjekt zu: 09125441 | Sorauer Straße 1 (Lage)                                                                                            | Wasserkran | drei Kräne im Bahnsteigbereich des mittleren Bahnsteigs bzw. nördlich des Lokschuppens | Wasserkran |
| 09126172 Teilobjekt zu: 09125441 | Sorauer Straße 1 (Lage)                                                                                            | Lokomotivschuppen | im südöstlichen Bahnhofsbereich | Lokomotivschuppen |
| 09126173 Teilobjekt zu: 09125441 | Sorauer Straße 1 (Lage)                                                                                            | Verwaltungsgebäude | südöstlich des Lokschuppens | BW |
| 09126174 Teilobjekt zu: 09125441 | Sorauer Straße 1 (Lage)                                                                                            | Unterkunftsgebäude | nordöstlich des Lokschuppens | BW |
| 09125557                         | Sorauer Straße 3 (Lage)                                                                                            | Wohn- und Geschäftshaus | | Wohn- und Geschäftshaus |
| 09125558                         | Sorauer Straße 14 (Lage)                                                                                           | Mietwohnhaus mit Hofgebäuden | | Mietwohnhaus mit Hofgebäuden |
| 09125559 Teilobjekt zu: 09125558 | Sorauer Straße 14 (Lage)                                                                                           | Wohnhaus | | BW |
| 09125562 Teilobjekt zu: 09125558 | Sorauer Straße 14 (Lage)                                                                                           | Wirtschaftsgebäude & Stall | | BW |
| 09125367                         | Sorauer Straße 37 (Lage)                                                                                           | Tuchfabrik mit Hofpflasterung und Gleisresten | | Tuchfabrik mit Hofpflasterung und Gleisresten |
| 09125678 Teilobjekt zu: 09125367 | Sorauer Straße 37 (Lage)                                                                                           | Maschinenhaus & Kesselhaus & Fabrikgebäude | | BW |
| 09125400                         | Sorauer Straße 39 (Lage)                                                                                           | Fabrikantenvilla mit Einfriedung | | Fabrikantenvilla mit Einfriedung |
| 09125851                         | Sorauer Straße 51 (Lage)                                                                                           | Fabrikantenvilla mit Einfriedung | | Fabrikantenvilla mit Einfriedung |
| 09125096                         | Spremberger Straße (Lage)                                                                                          | Freiplastik „Schlagballspieler“ | Die Freiplastik befindet sich westlich des Station in der Nähe des Wasserturm. Erstellt hat die Plastik der Bildhauer Georg Wrba aus Dresden. Es ist eine übermannsgroße, unbekleidete Jünglingsfigur auf einem quadratischen Sockel. Die Figur steht in Schritthalteung, in der rechten Hand hat die Figur einen Schläger. In der linken Hand ist ein Schlagball. | weitere Bilder |
| 09125107                         | Spremberger Straße (Lage)                                                                                          | Gedenkstein der Vereinigung der Verfolgten des Naziregimes (VVN) | Der Gedenkstein wurde 1977 auf dem Dreieck Spremberger Straße und Triebeler Straße aufgestellt. Mit Errichtung des Kreisels wurde der Gedenkstein etwas südlich wieder aufgestellt. Es ist ein Findling mit einer Inschriftentafel. Die Inschrift lautet: „An dieser Stelle wurden 1945 4 Kriegsgegner durch die faschistische Wehrmacht ermordet / Ehre ihren Andenken“. Weiter befindet sich auf dem Findling das VVN-Zeichen. | Gedenkstein der Vereinigung der Verfolgten des Naziregimes (VVN) |
| 09125930                         | Tagorestraße 1 (Lage)                                                                                              | Wohnhaus | | Wohnhaus |
| 09125407                         | Tagorestraße 3 (Lage)                                                                                              | Villa mit Resten des Gartens, Wasserbecken, Pferdestall und Einfriedung | | Villa mit Resten des Gartens, Wasserbecken, Pferdestall und Einfriedung |
| 09126132 Teilobjekt zu: 09125407 | Tagorestraße 3 (Lage)                                                                                              | Villengarten | | BW |
| 09126133 Teilobjekt zu: 09125407 | Tagorestraße 3 (Lage)                                                                                              | Pferdestall | | BW |
| 09125506                         | Tagorestraße 7 (Lage)                                                                                              | Villa | | Villa |
| 09125812                         | Triebeler Straße 9 (Lage)                                                                                          | Zentrallager des Konsum-Vereins mit Büro und Wohnungen sowie Bäckerei und Fleischerei | Das Zentrallager des Konsum-Vereins wurde 1906 erbaut. Der Architekt war Robert Weber. | Zentrallager des Konsum-Vereins mit Büro und Wohnungen sowie Bäckerei und Fleischerei |
| 09125430                         | Triebeler Straße 131 (Lage)                                                                                        | Städt. Wasserwerk, bestehend aus Maschinen- und Kesselhaus, Schieberhäuschen, Transformatorenstation (Baukörperhülle) sowie Dienstwohngebäude | | Städt. Wasserwerk, bestehend aus Maschinen- und Kesselhaus, Schieberhäuschen, Transformatorenstation (Baukörperhülle) sowie Dienstwohngebäude |
| 09126139 Teilobjekt zu: 09125430 | Triebeler Straße 131 (Lage)                                                                                        | Maschinenhaus | | BW |
| 09126140 Teilobjekt zu: 09125430 | Triebeler Straße 131 (Lage)                                                                                        | Kesselhaus | | BW |
| 09126141 Teilobjekt zu: 09125430 | Triebeler Straße 131 (Lage)                                                                                        | Trafostation | | BW |
| 09126142 Teilobjekt zu: 09125430 | Triebeler Straße 131 (Lage)                                                                                        | Schieberhaus | | BW |
| 09126143 Teilobjekt zu: 09125430 | Triebeler Straße 131 (Lage)                                                                                        | Wohnhaus | | BW |
| 09125019                         | Triebeler Straße 203 (Lage)                                                                                        | Wohnhaus „Villa Briesemann“ | | BW |
| 09125858                         | Virchowstraße 10a (Lage)                                                                                           | Wohnhaus | | Wohnhaus |
| 09125105                         | Wehrinselstraße 42 (Lage)                                                                                          | Ostdeutscher Rosengarten | Der Ostdeutsche Rosengarten Forst ging aus einer 1913 zum 25-jährigen Thronjubiläum Kaiser Wilhelm II. durchgeführten Rosen- und Gartenausstellung hervor. Auf einer Fläche von 17 ha vereinigt er 800 Rosensorten auf rund 40.000 Rosenstöcken. Die im Südosten der Stadt in unmittelbarer Nähe der Lausitzer Neiße gelegene Garten- und Parkanlage zeichnet sich als beeindruckendes Ensemble von Gartenkunst und botanischer Vielfalt aus. Zahlreiche aus dem Gründungsjahr stammende gartenarchitektonische Elemente bestimmen bis heute den kulturhistorischen Wert der Anlage. | weitere Bilder |
| 09125592 Teilobjekt zu: 09125105 | Wehrinselstraße (Lage)                                                                                             | Gärtnerhaus | Das Gärtnerhaus wurde 1958 gebaut. | Gärtnerhaus |
| 09125593 Teilobjekt zu: 09125105 | Wehrinselstraße (Lage)                                                                                             | Musikpavillon. | Der Musikpavillon südlich der Gaststätte stammt aus dem Jahr 1958. | BW |
| 09125594 Teilobjekt zu: 09125105 | Wehrinselstraße (Lage)                                                                                             | Skulptur (Weiblicher Akt) | Die von Jürgen von Woyski entworfene Skulptur steht südlich der Gaststätte und entstand 1966. | Skulptur (Weiblicher Akt) |
| 09125595 Teilobjekt zu: 09125105 | Wehrinselstraße (Lage)                                                                                             | Skulptur (Kraniche) | Die von Jürgen von Woyski entworfene Skulptur steht südlich der Gaststätte und entstand 1966. | weitere Bilder |
| 09125596 Teilobjekt zu: 09125105 | Wehrinselstraße (Lage)                                                                                             | Wandbild (Leben an der Oder-Neiße-Friedensgrenze) | Das Wandbild südlich der Gaststätte ist ein 1967 entstandenes Relief von Jürgen von Woyski. | Wandbild (Leben an der Oder-Neiße-Friedensgrenze) |
| 09125597 Teilobjekt zu: 09125105 | Wehrinselstraße (Lage)                                                                                             | Skulptur (Windrose) | Die von Manfred Vollmert entworfene Skulptur am Eingang von der Wehrinsel entstand 1979. Sie ist ein Denkmal für den Parkdirektor Werner Gottschalk. | weitere Bilder |
| 09125598 Teilobjekt zu: 09125105 | Wehrinselstraße (Lage)                                                                                             | Skulptur (Mutter und Kind) | Die von Ernst Sauer entworfene Skulptur entstand 1981. | weitere Bilder |
| 09125600 Teilobjekt zu: 09125105 | Wehrinselstraße (Lage)                                                                                             | Skulptur (Taubenpaar mit Vogeltränke) | Die von Jürgen von Woyski entworfene Skulptur entstand 1983. | weitere Bilder |
| 09125763 Teilobjekt zu: 09125105 | Wehrinselstraße (Lage)                                                                                             | Bärenbrunnen | Der Brunnen stammt ursprünglich aus der Zeit vor 1938. 1995 wurde er wiederaufgebaut. | Bärenbrunnen |
| 09125764 Teilobjekt zu: 09125105 | Wehrinselstraße (Lage)                                                                                             | Schlangenbrunnen | Der Brunnen stammt ursprünglich aus der Zeit vor 1938. 1996 wurde er wiederaufgebaut. | BW |
| 09125765 Teilobjekt zu: 09125105 | Wehrinselstraße (Lage)                                                                                             | Terrassenanlage | Die Terrassenanlage an der Schillerbühne entstand zwischen 1950 und 1959. | Terrassenanlage |
| 09125766 Teilobjekt zu: 09125105 | Wehrinselstraße ()                                                                                                 | Pavillon | Der Pavillon am Teschendorff-Garten wurde 1984 gebaut. | ein Bild hochladen |
| 09125767 Teilobjekt zu: 09125105 | Wehrinselstraße (Lage)                                                                                             | Säulenhof | Die Pergola östlich des Rosenhofs entstand vor 1938. | Säulenhof |
| 09125766 Teilobjekt zu: 09125105 | Wehrinselstraße (Lage)                                                                                             | Rosenhof | Die Gartenanlage stammt aus den Jahren 1912/13, wurde 1914 erweitert und 2000 restauriert. | Rosenhof |
| 09125101                         | Weißwasser Straße (Lage)                                                                                           | Johann-Sebastian-Bach-Kirche | Die Kirche wurde im Jahre 1948 durch das Hilfswerk der Evangelischen Kirchen in Deutschland (HEKD) im Rahmen des Notkirchenprogrammes erbaut. Finanziert wurde der Bau durch Spenden aus Schweden und den USA. Es ist ein Saalbau mit fünfseitigem Ostschluss. | Johann-Sebastian-Bach-Kirche |
| 09125486                         | Ziegelstraße 14 (Lage)                                                                                             | Wohnhaus mit Einfriedung | Das Haus wurde im Jahre 1936 erbaut. Es ist ein eingeschossiges, giebelständiges Haus mit einem Satteldach. In dem Giebel befindet sich ein Sgraffito, es stellt die vier Jahreszeiten da. | BW |

### Groß Bademeusel (Wjelike Bóžemysle)
| ID-Nr.                           | Lage                               | Bezeichnung        | Beschreibung | Bild       |
| -------------------------------- | ---------------------------------- | ------------------ | --- | ---------- |
| 09125115                         | Groß Bademeuseler Straße (Lage)    | Dorfkirche         | Die Kirche wurde im Mittelalter erbaut. Es ist ein Saalbau aus Feldstein mit dreiseitigen Ostschluss. Der Turm im Westen wurde laut einer Inschrift im Jahre 1800 hinzugefügt. Das Gestühl im Inneren stammt aus dem Jahr 1675. Im Turmeingang befindet sich eine Baum-Truhe die wahrscheinlich aus dem 13. Jahrhundert stammt. | Dorfkirche |
| 09125726 Teilobjekt zu: 09125115 | Groß Bademeuseler Straße (Lage)    | Orgel              | | BW         |
| 09125924                         | Groß Bademeuseler Straße 14 (Lage) | Wirtschaftsgebäude | | BW         |
| 09125114                         | Groß Bademeuseler Straße 34 (Lage) | Wohnhaus           | | BW         |
| 09125933                         | Groß Bademeuseler Straße 38 (Lage) | Wirtschaftsgebäude | | BW         |

### Groß Jamno(Jamne)
Groß Jamno (niedersorbisch Jamne) wird das erst Mal im Jahre 1541 erwähnt.
| ID-Nr.   | Lage                       | Bezeichnung                                    | Beschreibung | Bild                                           |
| -------- | -------------------------- | ---------------------------------------------- | --- | ---------------------------------------------- |
| 09125116 | Jamnoer Hauptstraße (Lage) | Preußischer Meilenstein „20 Meilen bis Berlin“ | Der Stein wurde um 1860 aufgestellt. er befindet sich gegenüber dem Grundstück Jamnoer Hauptstraße 31. Es ist ein runder Sockelstein mit der Inschrift: „XX MEILEN BIS BERLIN“. Der Meilenstein ist aus Granit, er hat ein Durchmesser von 0,4 Meter und eine Höhe von 0,63 Meter. | Preußischer Meilenstein „20 Meilen bis Berlin“ |

### Mulknitz(Małksa)
Mulknitz wird das erste Mal im Jahre 1487 erwähnt. Am 1. August 1897 wurde der Ort bei einem Neißehochwasser überschwemmt. Am 22. August 1898 wurde der Ort fast vollständig durch einen Brand zerstört.
| ID-Nr.                           | Lage                         | Bezeichnung | Beschreibung | Bild       |
| -------------------------------- | ---------------------------- | ----------- | --- | ---------- |
| 09125451                         | Mulknitzer Dorfstraße (Lage) | Dorfkirche  | Die evangelische Kirche wurde 1928 erbaut. Das Vorbild war die Vorgängerkirche. Im Inneren befindet sich eine Kanzel aus der Bauzeit. | Dorfkirche |
| 09125740 Teilobjekt zu: 09125451 | Mulknitzer Dorfstraße (Lage) | Orgel       | | BW         |
| 09125741 Teilobjekt zu: 09125451 | Mulknitzer Dorfstraße (Lage) | Glocke      | | BW         |
| 09125742 Teilobjekt zu: 09125451 | Mulknitzer Dorfstraße (Lage) | Glocke      | | BW         |

### Naundorf(Glinsk)
Naundorf (niedersorbisch Glinsk) wurde das erste Mal im Jahre 1544 erwähnt.
| ID-Nr.            | Lage                                | Bezeichnung    | Beschreibung | Bild           |
| ----------------- | ----------------------------------- | -------------- | --- | -------------- |
| 09125118          | Naundorfer Landstraße 16 (Lage)     | Dorfkirche     | Die evangelische Dorfkirche wurde 1713 erbaut. Es ist ein Saalbau mit dreiseitigem Ostschluss. Im Westen der Kirche befindet sich ein Dachturm. Im Inneren ein Kanzelaltar aus Holz, der zur Bauzeit entstanden ist. | weitere Bilder |
| 09125915          | Naundorfer Landstraße 16 (Lage)     | Kriegerdenkmal | Das Kriegerdenkmal befindet sich nordöstlich der Dorfkirche. Aufgestellt wurde das Denkmal in den 1920er Jahren. Der Sockel ist rechteckig und hat mehrere Stufen. Auf den Sockel befindet sich eine, später angebrachte, Steintafel mit von 20 Gefallenen des Zweiten Weltkrieges. Auf dem Sockel steht ein Steinquader mit Sandsteinplatten. Auf der Steinplatte findet sich folgende Inschrift: „Unsern im Weltkrieg 1914-1918gefllenen Helden … gewidmet von der Gemeinde Naundorf“. Zusätzlich stehe die fünf im Ersten Weltkrieg gefallenen Naundorfer. Auf der Rückseite befindet sich ein Bibelzitat. | Kriegerdenkmal |
| 09125119 Wikidata | Naundorfer Landstraße 47, 48 (Lage) | Trompeterstein | Der Trompeterstein befindet sich an der Naundorfer Landstraße vor einer Eiche. Der Stein soll an einen Reiter erinnern, der beim Verkünden des Beginnes einer Schlacht im Jahre 1813 tödlich gestürzt ist. Es ist ein einen Meter hoher Stein, der sich nach oben verjüngt. Auf der Vorderseite befindet sich auf einem weißen Feld ein grünes Kreuz und die Inschrift „Kgl. sächs. Trompeter 1813“. | weitere Bilder |

### Sacro(Zakrjow)
| ID-Nr.                           | Lage                  | Bezeichnung         | Beschreibung | Bild                |
| -------------------------------- | --------------------- | ------------------- | --- | ------------------- |
| 09125123                         | Dorfstraße (Lage)     | Dorfkirche Sacro    | Die evangelische Kirche stammt wahrscheinlich aus der ersten Hälfte des 14. Jahrhunderts, das Dach wurde 1501 errichtet. Zeitgleich wurde der getreppte Pfeilergiebel im Osten der Kirche erbaut. Der Turm wurde im Jahr 1894 errichtet. Die Empore im Inneren wurde 1811 errichtet, der Altarstipes stammt in Teilen aus der Bauzeit. | weitere Bilder      |
| 09125752 Teilobjekt zu: 09125123 | Dorfstraße (Lage)     | Orgel               | 1927 vom Sorauer Orgelbauer Friedrich Ernst Gustav Heinze errichtet | BW                  |
| 09125753 Teilobjekt zu: 09125123 | Dorfstraße (Lage)     | Glocke              | Glocke von 1653 | BW                  |
| 09125890                         | Dorfstraße (Lage)     | Kriegerdenkmal      | Das Denkmal befindet sich südwestlich der Dorfkirche und wurde am 10. September 1922 aufgestellt. Es soll an die Gefallenen Einwohner von Sacro, Neu Sacro und Jähnsdorf (heute Janiszowice) erinnern. Es ist eine Stele auf einem mehrstufigen Postament. Auf der Stele befinden sich vier kurze Säulen und ein Stahlhelm aus Stein. Zum Abschluss befindet sich auf den Säulen eine Haube mit einem mit ausgebreiteten Schwingen stehenden Adler. An der Stele befinden sich eine Inschrift und die Namen von 50 Gefallenen. | weitere Bilder      |
| 09125891                         | Dorfstraße 26a (Lage) | Feuerwehrgerätehaus | Das Feuerwehrgerätehaus wurde am 24. Mai 1936 eingeweiht. Die dazugehörige Feuerwehr wurde im Mai 1893 gegründet. Nach Renovierungen wurde das Haus am 19. April 2008 nochmal geweiht. Es ist ein eingeschossiger Bau mit einem Krüppelwalmdach. Im Westen befindet sich ein eingezogener Schlauchturm, an jeder Seite des Turms sind Tore. | Feuerwehrgerätehaus |

### Ehemalige Denkmale
| ID-Nr.                           | Lage                                     | Bezeichnung | Beschreibung | Bild       |
| -------------------------------- | ---------------------------------------- | ----------- | --- | ---------- |
| 09125995 Teilobjekt zu: 09125022 | Forst, Max-Fritz-Hammer-Straße 11 (Lage) | Tuchfabrik  | 1889/89 erbaute Maurermeister Bodo Hammer die Tuchfabrik für Theodor Harmuth. Anfang der 2010er Jahre war vom früheren u-förmigen Fabrikkomplex noch das straßenbegleitende Fabrikgebäude erhalten, das schließlich 2016 abgerissen wurde. | Tuchfabrik |